# Reshetilovski
Reshetilovski (del ruso: Решетиловский) es un posiólok del raión de Krylovskaya del krai de Krasnodar de Rusia. Está situado 16 km al sureste de Krylovskaya y 160 km al nordeste de Krasnodar, la capital del krai. Tenía 222 habitantes en 2010
Pertenece al municipio Oktiábrskoye.